# Palanpur (ciutat)
Palanpur és una ciutat i municipi de Gujarat antiga capital del principat de Palanpur i de l'agència de Palanpur, i modernament capital del districte de Banaskantha (a més de capital de la taluka de Palanpur). Està situada a 24° 06′ N, 72° 15′ E / 24.10°N,72.25°E i consta al cens del 2001 amb 110.383 habitants. La població el 1901 era de 17.799 habitants i incloïa els suburbis de Jainpura i Tajpura.
és esmentada al segle VIII com el lloc on va néixer i créixer Vanaraja fundador de la dinastia chavada de Anhilvada (746-780). Se l'esmenta al segle XIII com a Prahladan Patan, capital de Prahladan Deo de la nissaga ponwar dels Chandravati. Abandonada més tard fou repoblada al segle XIV per Palansi Chauhan del que va agafar el nom.